# Zwergkrug
Der Zwergkrug (Cephalotus follicularis), selten auch Westaustralische Kannenpflanze genannt, ist die einzige Pflanzenart der Familie der Zwergkruggewächse (Cephalotaceae) innerhalb der Ordnung der Sauerkleeartigen (Oxalidales). Er kommt ausschließlich in einem kleinen Areal im äußersten Südwesten Australiens unter feuchten Bedingungen vor und ist eine fleischfressende Pflanze. Ähnlich wie die nicht näher verwandten Kannenpflanzen fängt er seine Beute mit Fallgrubenfallen.

## Beschreibung

### Habitus
Der Zwergkrug ist eine immergrüne, ausdauernde, krautige Pflanze, die in bodenständigen Rosetten mit einer Wuchshöhe von bis zu 10 Zentimetern wächst.
Das Rhizom ist dick, knotig, mit zahlreichen Schuppenblättern bedeckt und verzweigt sich stark. An seinen Ausläufern bildet es neue Rosetten, so dass mit zunehmendem Alter große Horste entstehen. Aus dem Rhizom bilden sich zahlreiche faserige Wurzeln, junge Pflanzen haben noch eine Pfahlwurzel, die jedoch bald abstirbt.

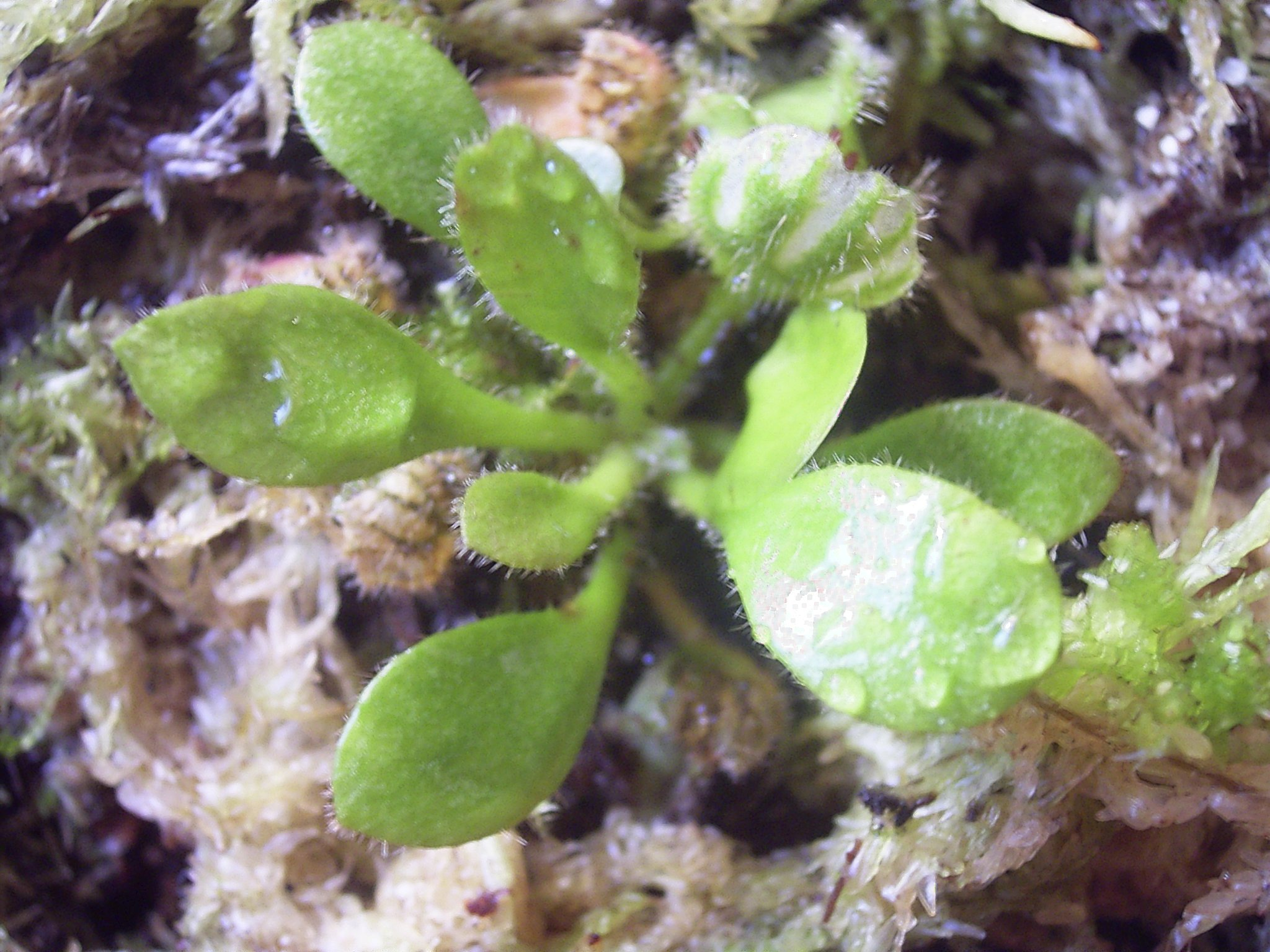
Einfache Laubblätter

### Blätter
Der Zwergkrug bildet im saisonalen Wechsel zwei Arten von Blättern aus: einfache flächige Laubblätter sowie stark modifizierte Fallenblätter. Gelegentlich finden sich auch Zwischenformen mit nur halb ausgebildeten Fallen, denen der vordere Teil fehlt. Alle Blätter aber wachsen wechselständig, sind gestielt und mit einzelligen, feinen Härchen sowie zahlreichen ungestielten Nektardrüsen besetzt.
Die flächigen Blätter sind spatel- bis umgekehrt-eiförmig, spitz zulaufend und bis zu 15 Zentimeter lang. Rund die Hälfte der Blattlänge entfällt auf den Blattstiel. Sie sind dick und ledrig und die Ränder sind bewimpert, die Oberfläche ist glatt und glänzend.

#### Fallenblätter
Die Fallenblätter sind bis zu 5 Zentimeter lange, eiförmige, flüssigkeitsgefüllte und oben offene Fallgrubenfallen. Sie liegen in einem Winkel von 45° auf dem Untergrund auf oder sind bei moosigen Untergründen in ihn eingesenkt. Der Blattstiel ist zylindrisch und mit der Rückseite des oberen Fallenrandes verwachsen.
Vier stark behaarte Leisten an der Außenseite der Fallen erleichtern es kriechenden Tieren, die Fallenöffnung zu erreichen. Die Außenhaut ist vollständig besetzt mit Drüsen, die eine Flüssigkeit ausscheiden, vermutlich Nektar.
Ein Deckel über der Öffnung, ein Auswuchs des Blattstiels, überspannt das Innere und schützt es vor Regen, der die Kannenflüssigkeit überlaufen lassen und tote Beutetiere herauswaschen könnte. Er ist gebogen, eingekerbt und am Rand bewimpert, eine Mittelrippe fehlt. Die Innenseite ist mit kurzen, abwärtsweisenden Haaren besetzt. Der Deckel ist wechselnd in weiß-durchscheinende und dunkelrote, chlorophylllose Abschnitte gegliedert. Die durchscheinenden Partien wirken fensterähnlich, gefangene Fluginsekten versuchen, hier durch zu entkommen, nur um anschließend wieder in die Kannen zurück zu stürzen.
Der nach innen überhängend verdickte Fallenrand ist umlaufend besetzt mit großen, nach innen weisenden, krallenartigen Zähnen, zwischen diesen sitzen Nektardrüsen. Unmittelbar daran anschließend beginnt ein Bereich kurzer, abwärts gerichteter Papillen, die das Zurückklettern erschweren. Die restliche Innenwand des Kessels ist glatt, sodass die Beute in die Falle rutscht und nicht mehr aus ihr herausklettern kann.

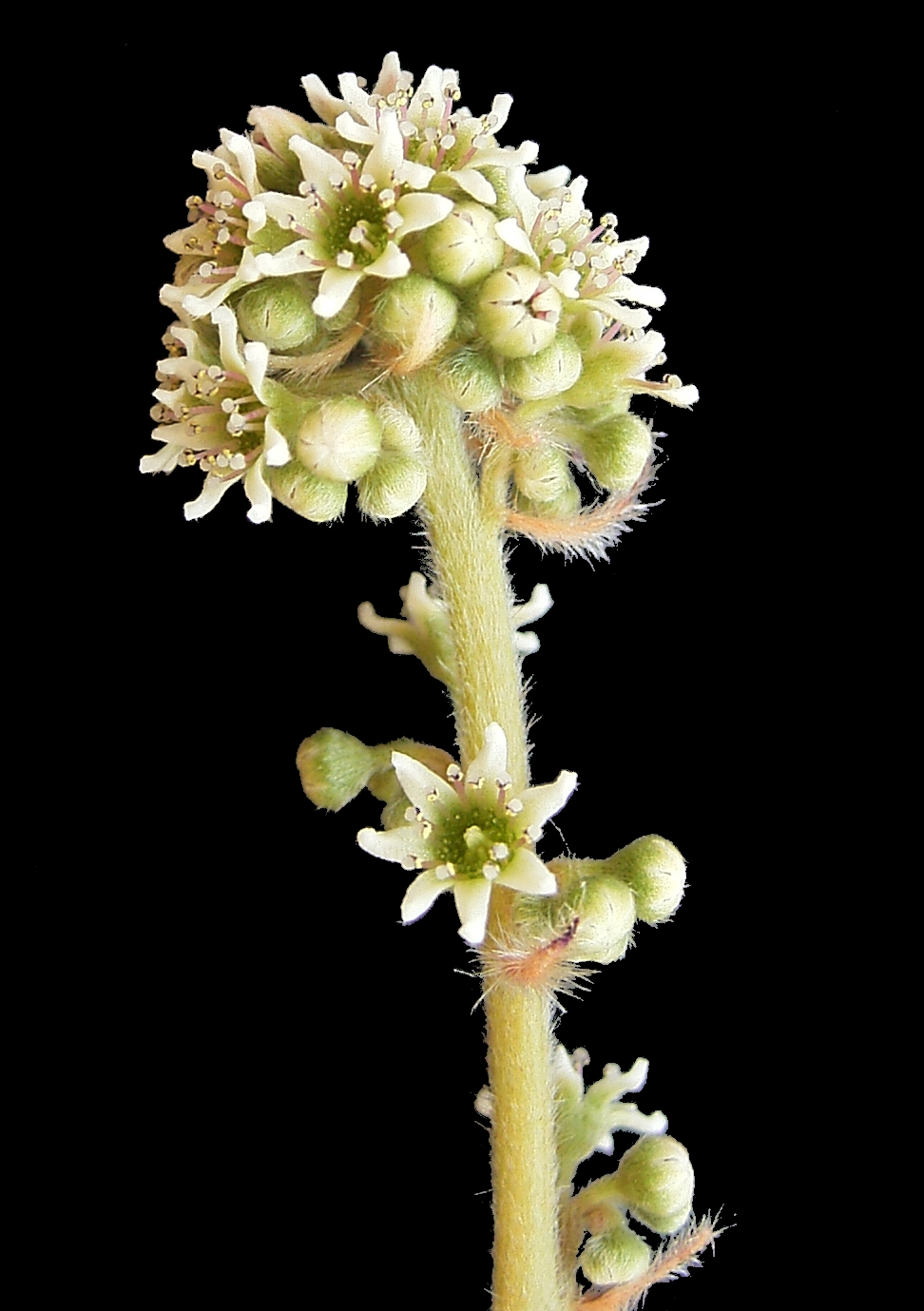
Blütenstand eines Zwergkrugs

Das obere Drittel, beziehungsweise die obere Hälfte des Fallenblatts, ist fein drüsenbesetzt. Im unteren Teil der Falle gibt es zwei nierenförmige, rot gefärbte Flecken, die dicht mit größeren Drüsen besetzt sind. Diese Drüsen bilden höchstwahrscheinlich die Flüssigkeit in der Kanne sowie die Verdauungsenzyme und nehmen auch die Nährstoffe aus der Beute auf.

### Blüten, Frucht und Samen
Nebenblätter fehlen. Der einzeln stehende Blütenstängel erscheint zum australischen Sommeranfang (Blütezeit: Januar–Februar) und ist bis zu 60 Zentimeter lang, an seinem Ende steht eine Rispe. Jede der Nebenachsen trägt bis zu vier oder fünf weiße, aufrechte, sechszählige Blüten mit bis zu 7 Millimeter Durchmesser. Kronblätter (Petalen) fehlen und die sechs Fruchtblätter sind nicht verwachsen. Wenn die Blüten befruchtet sind, senken sie sich. Die kolbenförmigen ledrigen, behaarten Früchte sind Balgfrüchte und enthalten ein oder zwei braune, eiförmige Samen mit häutiger Testa und reichhaltigem, körnigem Endosperm. Die Samen sind 0,8 Millimeter lang und 0,4 Millimeter breit, eine Keimung erfolgt nur, wenn der Same in der Frucht verbleibt.

### Cytologie und Inhaltsstoffe
Die Chromosomenzahl beträgt 2n = 20. Tanninzellen sind ebenso vorhanden wie Myricetin, Quercetin, Ellagsäure und Gallussäure, Iridoide fehlen.

## Ökologie

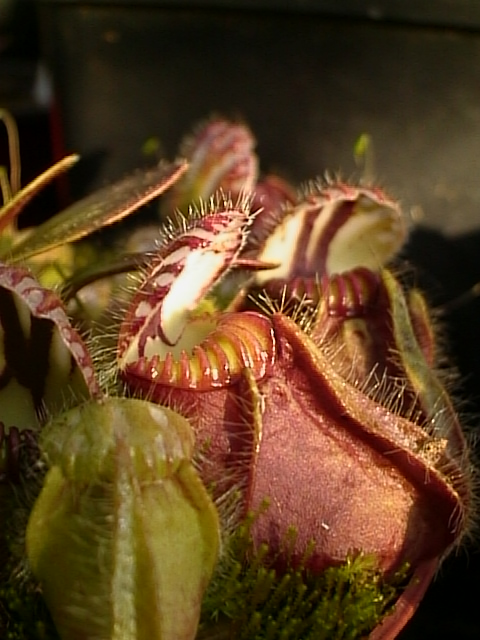
Fallenblatt

Bestäubt werden die Blüten durch kleine Insekten, genauere Angaben liegen nicht vor. Gelegentlich vorkommende Buschbrände überstehen die Pflanzen unterirdisch, indem sie aus dem Rhizom erneut austreiben; die Samen sind jedoch keine Feuerkeimer.

### Karnivorie
Nachdem der Krug ausgebildet wurde, hebt sich der Deckel vom Peristom und der Krug ist fangbereit. Verdauungsflüssigkeit befindet sich bereits im Krug. Die Beutetiere werden mittels Nektarabscheidungen an der Unterseite des Krugdeckels sowie zwischen den Rillen des Krugrandes angelockt, stürzen hinein und ertrinken. Die Flüssigkeit enthält Enzyme, die die Nährstoffe aufschließen, darunter Esterasen, Phosphatasen und Proteasen. In der Mehrzahl der Fälle werden Ameisen gefangen.

### Fallen als Biotope
Wie bei allen anderen fleischfressenden Pflanzenarten mit Gleitfallen ist die Fallenflüssigkeit zugleich ein Biotop für andere Lebewesen. Eine 1985 veröffentlichte Studie zählte  166 verschiedene Arten, darunter 82 % Protozoen, 4 % Wenigborster und Nematoden, 4 % Gliederfüßer (Ruderfußkrebse, Zweiflügler und Milben), 2 % Rädertierchen, 1 % Bärtierchen und 7 % andere (Bakterien, Pilze, Algen). Insbesondere Bakterien und Pilze scheiden ebenfalls Verdauungsenzyme aus und unterstützen so den Verdauungsprozess der Pflanze. Besonders auffällig ist, dass die Fallen die „Kinderstube“ zweier Zweiflügler-Arten sind. Neben den Larven einer Dasyhelea-Art leben auch die Larven der Stelzenfliege Badisis ambulans in den Kannen.

Verbreitungsgebiet des Zwergkrugs (in grün)

## Verbreitung und Gefährdung

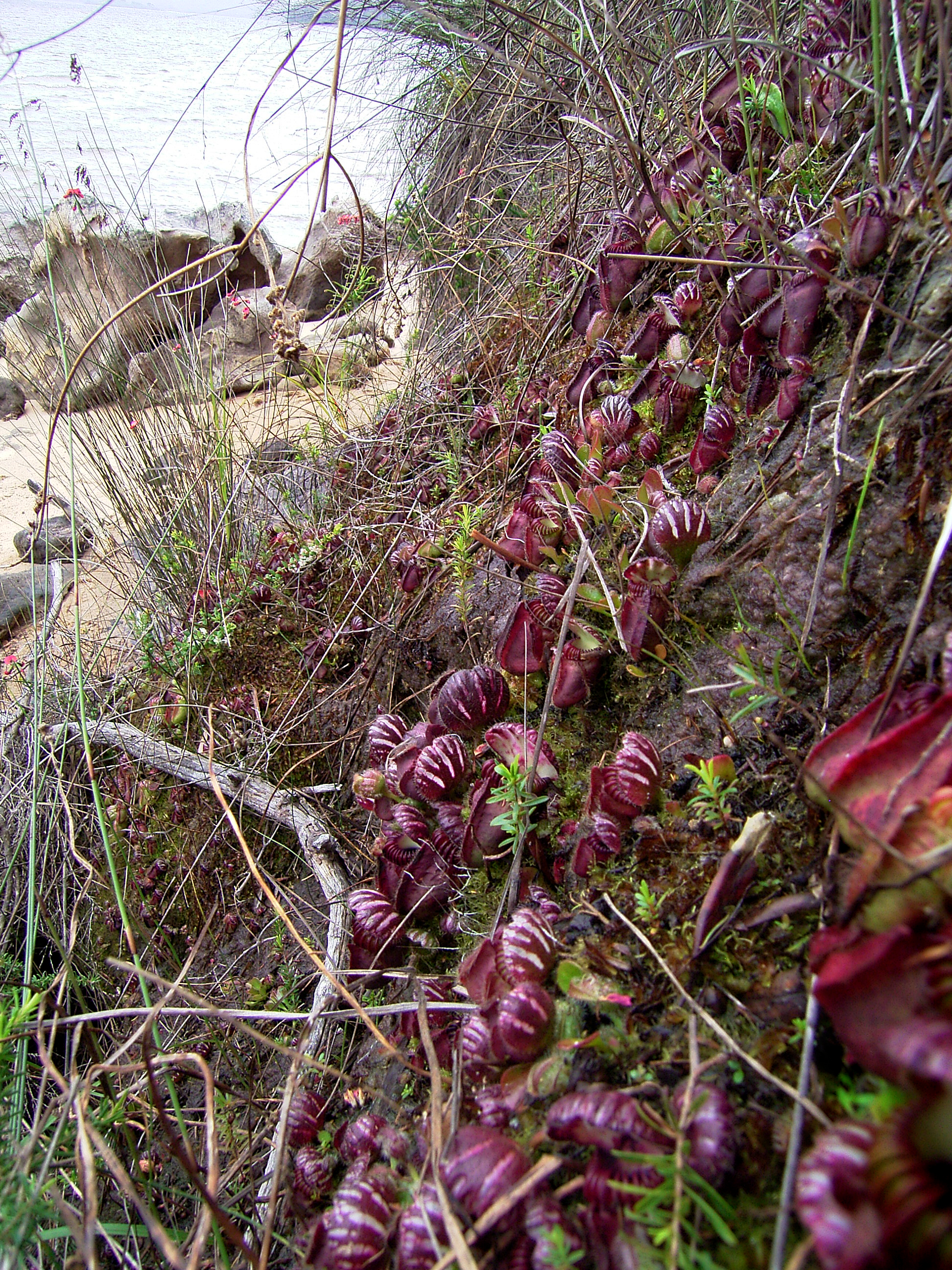
Zwergkrug in situ

Die Pflanze ist endemisch im australischen Südwesten, in den Küstengebieten nordöstlich von Albany in einer Zone von rund 400 Kilometern zwischen Augusta und Cape Riche. Innerhalb seines Areals ist der Zwergkrug häufig. Zu finden ist er vorzugsweise in Torfmoospolstern auf durchgängig feuchten, jedoch gut drainierten, sauren Torfböden über Granit, in Sickerwasserbereichen, entlang von Flussufern oder unter sogenannten Tussock, horstartig wachsenden Gräsern (z. B. aus Restionaceae).
Der Zwergkrug wird aufgrund seines beschränkten Verbreitungsgebietes von der IUCN als „Gefährdet“ (Vulnerable) eingestuft. Eine akute Gefährdung liegt jedoch nicht vor. Da Teile seines Verbreitungsgebietes geschützt sind und die Pflanzen innerhalb ihres Verbreitungsgebietes häufig sind, wurden sie vom CITES-Anhang II gestrichen.

## Systematik
Sowohl die Gattung als auch die Familie Zwergkruggewächse (Cephalotaceae) enthalten nur die eine Art, sind also monotypisch bzw. monogenerisch. Die nächsten Verwandten sind die Cunoniaceae.
Neben Brocchinia reducta ist der Zwergkrug die einzige fleischfressende Pflanze, die nicht zu den Ordnungen der Lippenblütlerartigen, Nelkenartigen oder Heidekrautartigen gehört und daher nicht einmal indirekt mit anderen karnivoren Pflanzenarten verwandt ist.

## Botanische Geschichte
Der Zwergkrug wurde möglicherweise bereits 1791 während einer Expedition vom Botaniker Archibald Menzies entdeckt. 1806 wurde die Pflanze durch Jacques Julien Houtton de La Billardière erstbeschrieben. Bereits 1800 hatte Robert Brown bei dieser Art den Fang von Insekten beobachtet. Ab 1823 wurden die Pflanzen im Botanischen Garten Kew Gardens kultiviert. 1829 stellte Dumortier die Art dann in eine eigene, bis heute monotypische Familie.
Aufgrund der Form der Staubbeutel verwendete La Billardière den griechischen Begriff kefalotus („einen Kopf aufweisend“) für den Gattungsnamen. Follicularis stammt von follicus, bedeutet „Säckchen“ und verweist auf die Form der Krüge. Der Zwergkrug wird im Englischen als Albany Pitcher Plant oder als Western Australian Pitcher Plant bezeichnet.

## Verwendung
Unter Liebhabern fleischfressender Pflanzen ist der Zwergkrug beliebt und wird weltweit kultiviert – seine Haltung gilt jedoch als anspruchsvoll.

## Nachweise
Fußnoten direkt hinter einer Aussage belegen die einzelne Aussage, Fußnoten direkt hinter einem Satzzeichen den gesamten vorangehenden Satz. Fußnoten hinter einer Leerstelle beziehen sich auf den kompletten vorangegangenen Text.
1. 1 2 3 4 5 6 7 8  Wilhelm Barthlott, Stefan Porembski, Rüdiger Seine, Inge Theisen: Karnivoren. Biologie und Kultur fleischfressender Pflanzen. Ulmer, Stuttgart 2004, ISBN 3-8001-4144-2, S. 87–90.
2. 1 2 3 4 5 6 7 8 9 10  John G. Conran: Cephalotaceae. In: Klaus Kubitzki: (Hrsg.): The Families and Genera of Vascular Plants. Volume 6: Flowering Plants – Dicotyledons – Celastrales, Oxalidales, Rosales, Cornales, Ericales. Springer, Berlin u. a. 2004, ISBN 3-540-06512-1, S. 65–69.
3. 1 2 3 4  Allen Lowrie: Carnivorous Plants of Australia. Band 3. University of Western Australia Press, Nedlands 1998, ISBN 1-875560-59-9, S. 128–131.
4. 1 2  Francis Ernest Lloyd: The Carnivorous Plants (= A New Series of Plant Science Books. 9, ZDB-ID 415601-8). Chronica Botanica Company, Waltham MA 1942, S. 81–89, (Nachdruck: Dover, New York NY 1976, ISBN 0-486-23321-9).
5. ↑  David Yeates: Immature stages of the apterous fly Badisis ambulans McAlpine (Diptera: Micropezidae). In: Journal of Natural History. Bd. 26, Nr. 2, 1992, ISSN 0022-2933, S. 417–424, doi:10.1080/00222939200770241.
6. ↑  Cephalotus follicularis in der Roten Liste gefährdeter Arten der IUCN 2007. Eingestellt von: Conran, J.G., Lowrie, A. & Leach, G., 2000. Abgerufen am 11. Mai 2008..
7. ↑  Peter D’Amato: The savage garden. Cultivating carnivorous plants. Ten Speed Press, Berkeley CA 1998, ISBN 0-89815-915-6.
8. ↑  Jean-Jacques Labat: Fleischfressende Pflanzen. Auswählen und pflegen. Ulmer, Stuttgart 2003, ISBN 3-8001-3582-5.